# ماجد الدجاني
ماجد علي الدجاني (1950 - 2021) هو شاعر وكاتب وأديب فلسطيني، اشتهر بقصائده عن القدس ومدينته أريحا.

## حياته
ولد ماجد الدجاني في مدينة أريحا عام 1950، أكمل دراسته الأساسية فيها، وبعد أكمل تعليمه ليحصل على بكالوريوس في اللغة الإنجليزية، عمل في دائرة الأرصاد الجوية في أريحا، وشغل منصب مدير فرع أريحا في بنك عمّان/ القاهرة، وكان عضواً في المركز الثقافي بأريحا. نشر مقالاته وقصائده في عدد من الصحف والمجلات العربية والمحلية، وكتب عدد من الدواوين الشعرية، قدم عدة قصائد شعرية عن القدس وأريحا، حتى كرمه ملتقى المثقفين المقدسي بجائزة أفضل ديوان شعر عن القدس، لديوانه "جداريات على سور القدس" في مهرجان "زهرة المدائن من أجل القدس الثاني عشر" في جامعة القدس عام 2018.

## وفاته
توفي ماجد في مساء يوم السبت الموافق 16 أكتوبر 2021، عن عمر ناهز 71 عاماً أثر نوبة قلبية.

## مناصب وعضوية
1. عضو الاتحاد العام للكتاب والأدباء الفلسطينيين.
2. عضو المركز الثقافي في أريحا.
3. عمل في دائرة الأرصاد الجوية في أريحا.
4. مدير فرع أريحا في بنك عمان/القاهرة.

## مؤلفاته
1. أحبك حتى الهزيع الأخير: شعر.
2. باقات محبة.
3. تواقيع على دفاتر الأطفال: شعر.
4. جداريات على سور القدس: شعر.
5. قصائد مطاردة: شعر.
6. قمر على شباكنا: شعر.